# Montusclat
Montusclat (okzitanisch gleichlautend) ist eine französische Gemeinde mit 123 Einwohnern (Stand: 1. Januar 2022) im Département Haute-Loire in der Region Auvergne-Rhône-Alpes; sie gehört zum Arrondissement Le Puy-en-Velay und zum Kanton Mézenc.

## Geographie
Montusclat liegt etwa 18 Kilometer ostnordöstlich von Le Puy-en-Velay in der Landschaft Velay. Umgeben wird Montusclat von den Nachbargemeinden Saint-Julien-Chapteuil im Norden und Westen, Champclause im Norden und Osten sowie Saint-Front im Süden.

## Bevölkerungsentwicklung
| Jahr                       | 1962 | 1968 | 1975 | 1982 | 1990 | 1999 | 2006 | 2017 |
| Einwohner                  | 215  | 170  | 141  | 127  | 120  | 124  | 125  | 138  |
| Quellen: Cassini und INSEE |      |      |      |      |      |      |      |      |

## Sehenswürdigkeiten
- Kirche Saint-Pierre-et-Saint-Paul aus dem 12. Jahrhundert

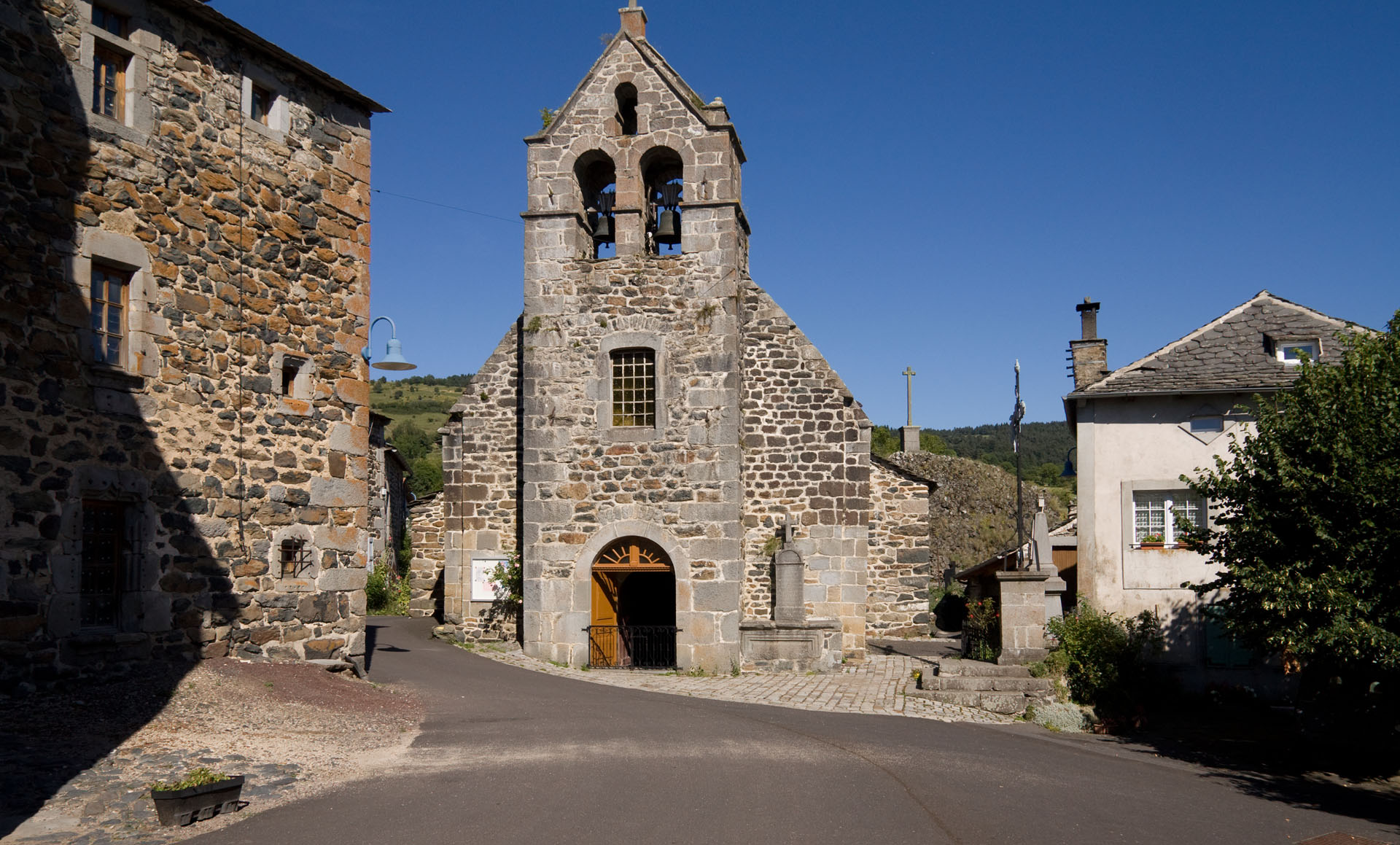
Kirche Saint-Pierre-et-Saint-Paul